# タウア
タウア（Tahoua）は、ニジェールのタウア州の州都。
2012年の人口は約12.3万人。
標高415m。

## 概要
首都ニアメから北東に370km離れている。
サハラ砂漠の縁に位置し、周辺でとれる綿花や落花生の集散地となっている他、北の砂漠からやってくるトゥアレグ人と南の平原地帯からやってくるハウサ人の交易地として古くから栄えている。
ニアメとアガデスやアーリットを結ぶ幹線国道も通っている。
タウアではリン酸塩や石膏も産出する。

## 交通
- タウア空港

## 姉妹都市
- ルアンダ…アンゴラの首都